# Erbray
Erbray ist eine französische Gemeinde mit 3.062 Einwohnern (Stand: 1. Januar 2022) im Département Loire-Atlantique in der Region Pays de la Loire; sie gehört zum Arrondissement Châteaubriant-Ancenis und zum Kanton Châteaubriant. Die Einwohner werden Erbréens genannt.

## Geografie
Die Gemeinde Erbray liegt etwa 40 Kilometer nordnordöstlich von Nantes und 55 Kilometer südsüdöstlich von Rennes zwischen dem Bach Mare und dem Flüsschen Gravotel, das hier auch Tertre genannt wird. Im Nordwesten des Gemeindegebietes verläuft der Fluss Cône. All diese Gewässer sind Zuflüsse zum Don (Vilaine). Nachbargemeinden von Erbray sind Soudan im Norden, Juigné-des-Moutiers im Nordosten und Osten, Saint-Julien-de-Vouvantes im Osten und Südosten, Petit-Auverné im Süden, Moisdon-la-Rivière im Südwesten und Westen, Louisfert im Westen und Nordwesten sowie Châteaubriant im Nordwesten. Im Nordosten und Osten der Gemeinde steht ein Windpark mit acht Windkraftanlagen.

## Bevölkerungsentwicklung
| Jahr                       | 1962 | 1968 | 1975 | 1982 | 1990 | 1999 | 2006 | 2013 | 2022 |
| -------------------------- | ---- | ---- | ---- | ---- | ---- | ---- | ---- | ---- | ---- |
| Einwohner                  | 1766 | 1808 | 1885 | 2152 | 2392 | 2349 | 2695 | 2948 | 3062 |
| Quellen: Cassini und INSEE |      |      |      |      |      |      |      |      |      |

## Sehenswürdigkeiten

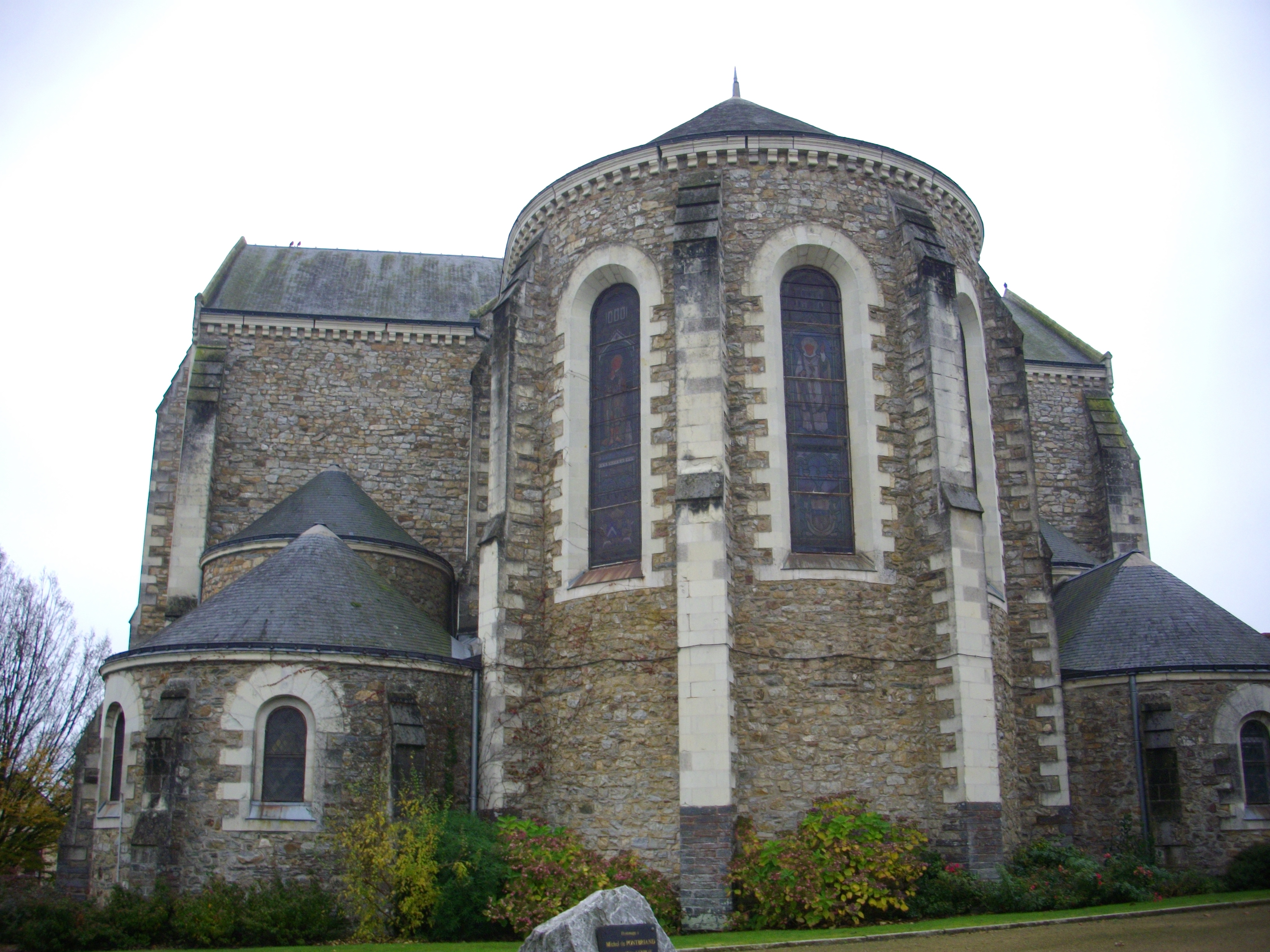
Kirche Saint-Martin
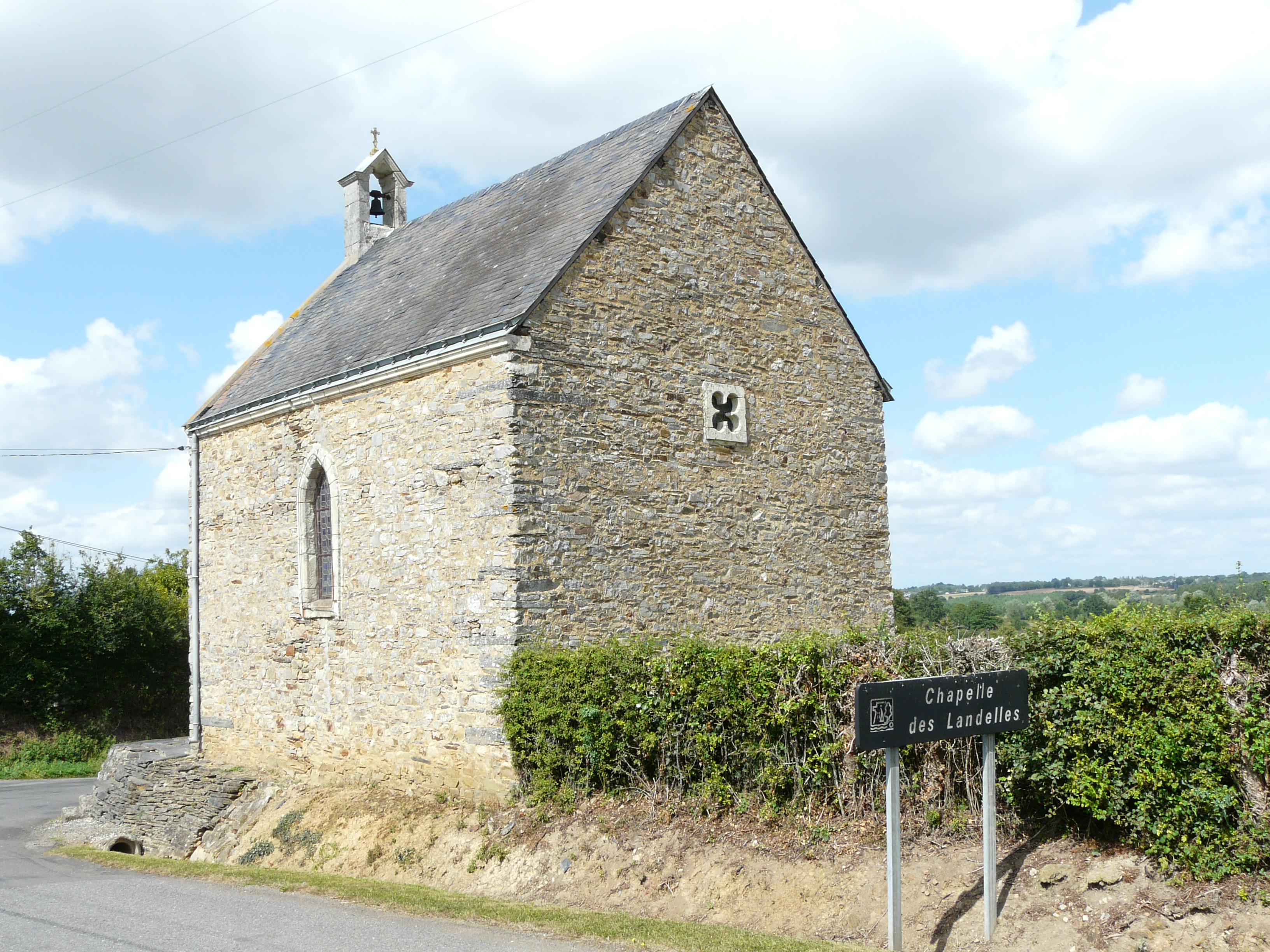
Kapelle Notre-Dame-de-Liesse im Ortsteil Landelles
- Schloss La Haie-Besnou
- Wasserturm

- Kirche Saint-Martin
- Kapelle Notre-Dame-de-Liesse

## Persönlichkeiten
- Jeanne Cherhal (* 1978), Sängerin, hier aufgewachsen